# 梁州彥 (萬曆辛丑進士)
梁州彦（？—？），字用晦，號青六，河南汝寧府固始县人，明朝政治人物。

## 生平
万历二十八年（1600年）庚子科河南乡试第十九名舉人，二十九年（1601年）辛丑科進士，大理寺觀政，初知山東鄒縣，三十三年行取入京考選，三十六年选授陕西道御史，巡视十庫，三十七年真定巡按，本年丁父艰，四十年丁母艰，四十四年改福建道御史，本年十月任巡漕御史，四十五年巡视京營，四十六年閏四月任北直隶提学御史，未期月，以病回籍。

## 家族
曾祖梁秀。祖梁项，父梁谷，壽官。